# Hacıyusuf, Gemerek
Hacıyusuf là một xã thuộc huyện Gemerek, tỉnh Sivas, Thổ Nhĩ Kỳ. Dân số thời điểm năm 2011 là 203 người.